# Zelinda Lima
Zelinda Machado de Castro e Lima, mais conhecida como Zelinda Lima (São Luís, 27 de novembro de 1926) é uma escritora e pesquisadora do folclore e da cultura popular do Maranhão.

## Biografia
Filha do comerciante espanhol Leôncio Cid Castro e da maranhense, de Caxias, Rosemira Machado Castro, é a mais velha de seis irmãos e tinha a saúde frágil na infância, pouco frequentou escola.
Concluiu o segundo grau técnico de Contabilidade e Administração no Colégio São Luís (Maranhão). Aos 20 anos, casou-se com Carlos de Lima (1920–2011), pesquisador, escritor e também apaixonado pela cultura popular maranhense. O casal teve sete filhos.
Durante boa parte da sua vida esteve ligada a vida pública do Maranhão e trabalhou em vários governos. Foi secretária adjunta de Cultura do Estado, fundou e presidiu a Empresa Maranhense de Turismo (Maratur), foi diretora do Centro de Criatividade Odylo Costa Filho (CCOCF) e da Casa de Cultura Popular Domingos Vieira Filho e coordenou o Fundo Rotativo do Artesanato do Maranhão — cooperativa de pesquisa e registro e incentivo e divulgação do artesanato do estado.
É autora dos livros:
- Considerações sobre a Culinária Maranhense (1977)
- Subsídios para a História do Turismo no Maranhão (1982)
- Pecados da Gula: Comeres e Beberes das Gentes do Maranhão (1998, ISBN 978-8-58-978626-3)[6]
- Rezas, Benzimentos e Orações, a Fé do Povo (2006)[7]
- Perfis de Cultura Popular: Mestres, Pesquisadores e Incentivadores da Cultura Popular Maranhense (2015)
- Azulejos de Fachada em São Luís do Maranhão (coordenação geral, 2018)[8]
- O Bumba meu Boi Como Conheci (2019, ISBN 978-6-59-010340-6)[9][10]